# Uranium appauvri

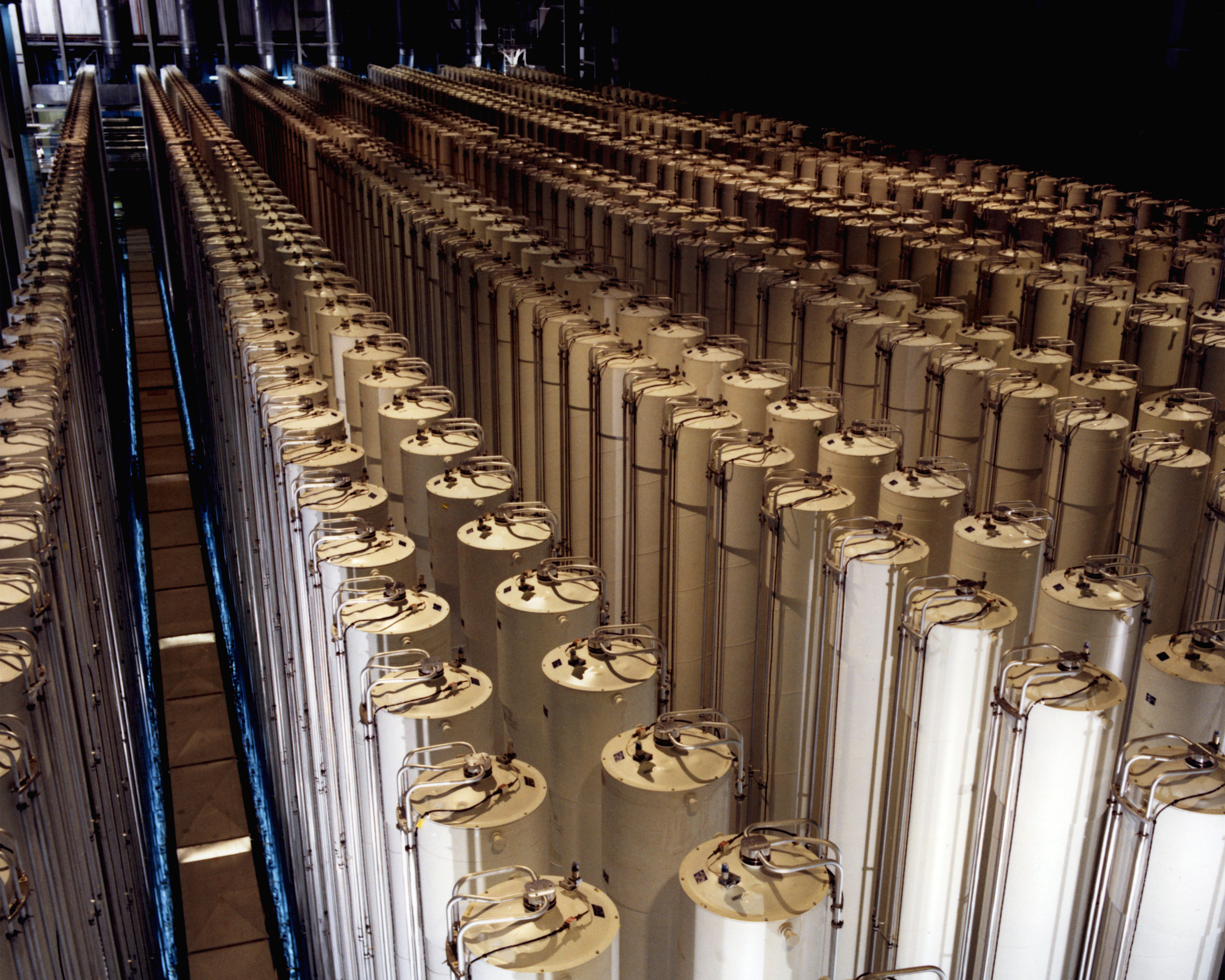
Batteries de centrifugeuses utilisées pour l’enrichissement de l’uranium dans une usine américaine en 1984.

L’uranium appauvri est de l’uranium dont la composition isotopique comporte une faible abondance des isotopes légers, comprise entre 0,2 et 0,4 % de 235U (l'uranium naturel a une teneur de 0,7204 % en 235U). C’est un sous-produit des usines d’enrichissement de l'uranium ou des centres de traitement du combustible usé.

## Propriétés

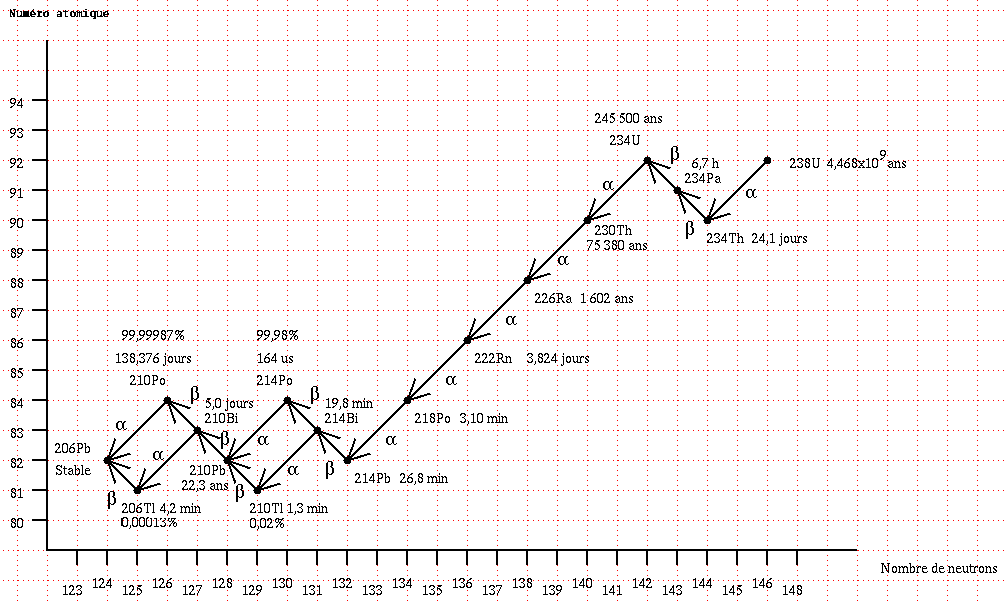
Chaîne de désintégration de l'uranium 238.

Les propriétés chimiques (en particulier la toxicité chimique) ne changent pas avec la composition isotopique.
La radioactivité de l'uranium appauvri est inférieure à celle de l'uranium naturel, en raison de la moindre proportion d’isotopes légers 234U et 235U, dont la période radioactive est plus courte que celle de l’isotope 238U. L'uranium appauvri n'ayant pas de composition définie, il n'est pas possible d'en donner une caractérisation précise, ses propriétés peuvent être à un point quelconque entre l'uranium naturel et l'uranium 238. De plus, l'uranium appauvri se met progressivement en équilibre séculaire avec les composants de sa chaîne de désintégration, ce qui augmente progressivement l'activité radioactive d'un uranium appauvri supposé initialement chimiquement pur (d'un facteur quatre à échelle séculaire).
L'uranium naturel est relativement répandu dans la croûte terrestre, notamment dans les terrains granitiques et sédimentaires. La concentration d’uranium dans ces roches est de l’ordre de 3 g/tonne.
La chaîne de désintégration de l'uranium 238 montre la chaîne des désintégrations successives qu'un tel isotope va subir pour se transformer, avec le temps, en un élément stable, le plomb 206Pb. Chaque désintégration transforme l'isotope en un nouvel élément et voit l'émission d'une particule α (un noyau d'hélium) ou β− (un électron).

## Production

### Différents types d'uranium appauvri

Dans la filière électronucléaire, l’usine d’enrichissement produit de l'uranium enrichi et de l'uranium appauvri.

L'uranium a été produit par trois filières différentes, chaque filière conduisant à des compositions isotopiques (et des radiotoxicités) différentes.
La première production historique d'uranium appauvri a été celle des centrales nucléaires fonctionnant à l'uranium naturel, de type CANDU, UNGG ou RBMK, initialement destinées à la production de plutonium à des fins militaires (puis à la production électrique). Après traitement du combustible nucléaire usé permettant la séparation chimique du plutonium, des produits de fission et des autres actinides, l'uranium non consommé dans la centrale est un uranium de retraitement. Son taux en isotope 235 est de l'ordre de 0,2 %, variable suivant le taux de combustion du combustible usé. Par la suite, de l'uranium de retraitement a de même été produit par retraitement du combustible formé d'uranium enrichi, dont le taux isotopique est plus élevé (de l'ordre de 0,4 %). Cet uranium contient des traces de produits de fission, mais également des isotopes U-234 et U-236, beaucoup plus radioactifs, qui ne peuvent pas être séparés chimiquement du reste de l'uranium. Le nombre de recyclages est limité par l'accumulation progressive dans l'uranium de retraitement des isotopes U-234 et U-236 présents dans le combustible irradié, qui ne sont pas fissiles et sont de plus fortement radioactifs.
L’enrichissement de l’uranium à partir de l’uranium naturel a été ensuite développé, afin de produire l'uranium enrichi nécessaire aux bombes atomiques puis aux centrales nucléaires à eau pressurisée ou à eau bouillante. L'installation d'enrichissement sépare l'uranium en deux flux, l'un enrichi en isotope 235 (ce qui est le produit recherché), et l'autre appauvri, contenant donc moins d'uranium 235 (et pratiquement plus d'uranium 234). Après séparation isotopique, l'uranium reste un sous-produit du procédé. Il est rejeté avec un taux isotopique de l'ordre de 0,2 % à 0,3 %, l'optimum économique du procédé dépendant du rapport entre le coût de l'uranium naturel et celui de l'unité de travail de séparation.
Enfin, l'uranium de retraitement peut lui-même être enrichi, à la place d'uranium naturel, pour récupérer l'uranium 235 qu'il contient si les conditions économiques rendent cette opération intéressante. L'enrichissement isotopique tend à séparer l'U-234 avec la fraction enrichie, mais l'U-236, plus lourd, tend à rester avec la composante appauvrie. Cette concentration en isotope radioactif rend l'uranium de retraitement appauvri beaucoup plus dangereux sur le plan de la radiotoxicité que son homologue obtenu à partir d'uranium naturel.

### Inventaire mondial
Cet uranium appauvri ne peut pas être utilisé dans les réacteurs nucléaires actuels, mais peut servir de combustible dans des réacteurs surgénérateurs.
Inventaire mondial de l'uranium appauvri
| Pays           | Organisation | Stocks d'UA (tonnes) | Date |
| -------------- | ------------ | -------------------- | ---- |
| États-Unis     | DOE          | 480 000              | 2002 |
| Russie         | FAEA         | 460 000              | 1996 |
| France         | Areva NC     | 315 000              | 2017 |
| Royaume-Uni    | BNFL         | 30 000               | 2001 |
| Allemagne      | URENCO       | 16 000               | 1999 |
| Japon          | JNFL         | 10 000               | 2001 |
| Chine          | CNNC         | 2 000                | 2000 |
| Corée du Sud   | KAERI        | 200                  | 2002 |
| Afrique du Sud | NECSA (en)   | 73                   | 2001 |
| TOTAL          |              | 1 188 273            |      |

 Source {en}: Projet WISE-Uranium

## Utilisation
Usage nucléaire : l’uranium appauvri peut être transformé en oxyde d'uranium vendu comme combustible pour réacteur à neutrons rapides. En Russie, Atomenergoprom a annoncé fin 2009 le démarrage à Zelenogorsk (région de Krasnoïarsk) par une de ses filiales  associée à AREVA et sur la base du procédé Areva NC d'une première unité de conversion d’uranium appauvri (DUF) en oxyde d’uranium 238UO2 (10 000 t/an prévues).
Usage non nucléaire : l’uranium appauvri est à présent employé pour la quasi-totalité des utilisations non nucléaires de l’uranium car ses propriétés physiques sont très voisines de celles de l’uranium naturel.
La masse volumique élevée (19 050 kg m−3) de l’uranium appauvri et son coût relativement peu élevé le font préférer aux autres métaux de densité voisine (osmium 22 610 kg m−3 ; iridium 22 562 kg m−3 ; platine 21 090 kg m−3 ; rhénium 21 020 kg m−3 ; or, 19 300 kg m−3 ; tungstène 19 250 kg m−3) pour certaines applications, malgré sa toxicité.
Il est également pyrophorique, c'est-à-dire pouvant, sous forme finement divisée, s'enflammer spontanément aux températures ambiantes.
Parmi ses principales applications, l'uranium appauvri est utilisé comme lest pour quilles de bateaux de compétition, dans les blindages (pour les chars Abrams notamment) et comme composant de projectiles d'armes de guerre. Autrefois, l’uranium appauvri servait de contrepoids dans les parties mobiles de la queue et des ailes d'avions, avant d'être supplanté dans cet usage dans les années 1980 par le tungstène. On en trouve, par exemple, un peu moins de 400 kg dans les premières versions du Boeing 747.

### Utilisation militaire dans la perforation des blindages

#### Premiers essais
L’idée d’utiliser l’UA comme un « pénétrateur » remonte à la Seconde Guerre mondiale, lorsqu’Albert Speer, ministre de l’Armement du Reich, l’employa à cause des pénuries de tungstène. La densité de l'uranium en fait un bon candidat comme matériau d'un obus flèche utilisé comme munition anti-char. De plus, l'uranium pulvérisé par l'impact présente des caractéristiques pyrophoriques, ce qui ajoute à sa capacité de pénétration une capacité incendiaire faisant généralement exploser sa cible.

#### Première guerre du Golfe à partir de 1990
Les munitions à l'uranium appauvri ont été utilisées par les États-Unis pendant la première guerre du Golfe, en Irak (1990 — 1991). Entre 320 et 800 tonnes, selon les estimations ont été tirées sur les troupes irakiennes lors de leur retrait du Koweït.

#### Guerre du Kosovo à partir de 1998
L'OTAN a remis à l'ONU un rapport, fournissant les cartes des lieux des bombardements, précisant avoir utilisé dans la guerre du Kosovo (mars 1998 — juin 1999) des munitions à l'uranium appauvri, principalement lors d'une centaine de missions effectuées par des bombardiers A-10 des États-Unis, larguant 31 000 munitions à l'uranium appauvri.

#### Guerre d'Irak à partir de 2003
Lors de la guerre d'Irak (mars 2003 — décembre 2011), dès les premiers mois de la guerre, les États-Unis ont utilisé des bombes à l'uranium appauvri dans des zones urbaines. Des centaines de tonnes de munitions à l'uranium appauvri ont été larguées.

#### Liens supposés avec des troubles médicaux nouveaux
Un syndrome de la guerre du Golfe puis un syndrome des Balkans ont été imputés aux effets éventuels de l'emploi d'armes à uranium appauvri. Les syndromes invoqués sont variables suivant qu'ils concernent la population (leucémies, malformations congénitales chez les enfants, cancer du sein...) ou les combattants (fatigue chronique, perte de mémoire, capacités respiratoires réduites...). Cette imputation est utilisée de manière polémique pour demander l'interdiction de ce type de munition sur le plan international, arguant notamment que dans la mesure où l'uranium doit être considéré comme un toxique (radiologique ou chimique) son usage doit être considéré comme illégal en regard du droit international,.
Des demandes d'indemnisation de vétérans s'appuient également sur ces affirmations.
Certaines sources remettent en cause la dangerosité de l'uranium appauvri : elles affirment que les symptômes décrits ne concordent pas avec les effets nocifs de l'uranium tels qu'ils sont connus ; et de plus, que de tels symptômes sont rapportés pour des personnes n'ayant pas séjourné dans des zones de tir. L'examen sur place des sites touchés par ces frappes n'identifierait, selon ces sources, qu'une légère augmentation de la radioactivité, parfois même indétectable, ce qui est néanmoins contesté par beaucoup d'autres témoignages (dans de nombreux documentaires réalisés sur les armes à uranium, on constate que la radioactivité dans les zones contaminées, en Irak par exemple, dépasse souvent les 100 microSieverts par heure, et peut atteindre jusqu'à 4 milliSieverts par heure dans les chars d'assaut détruits par ces armes). La position actuelle de tous les organismes publics, internes ou internationaux, concernés par cette question est très claire et constamment réitérée : « Il n’existe actuellement aucune preuve que l’exposition aux effets de l’utilisation de munitions à uranium appauvri représente un risque significatif pour la santé du personnel des forces dirigées par l’OTAN ou de la population civile dans les Balkans. Il faut néanmoins noter que la Belgique a interdit l'emploi des armes à uranium appauvri en 2007 (loi "Mahoux") et a même interdit les investissements dans les compagnies fabriquant ces armes. Il est également affirmé que les désordres signalés chez les vétérans seraient plutôt imputés au stress, et que les symptômes considérés ne seraient pas forcément statistiquement significatifs, mais cela peut être mis en doute car l'Irak, pays où les armes à uranium appauvri ont été utilisées le plus massivement, présente les plus hauts taux de leucémies et de lymphome au monde (l'Afghanistan, autre pays bombardé massivement, arrive à un niveau assez proche), selon les statistiques de l'OMS en 2009.
Les leucémies et les lymphomes sont deux types de cancer qui se sont manifestés assez fréquemment dans les zones contaminées par les armes à uranium car elles pourraient se développer autour des poussières inhalées ou ingérées en raison des tirs alpha de la source, dont le coefficient d'efficacité biologique relative est très élevé. Il a en effet été démontré qu'une petite partie de l'énergie de désintégration des particules alpha est concentrée sur les quelques cellules immédiatement adjacentes aux sources émettrices ingérées ou inhalées, ce qui conduit à leur infliger localement des doses de radiation "extrêmement élevées". Ceci est confirmé par le NATO Handbook on the medical aspects of NBC defensive operations AmedP6(B), au chapitre 506 sur les rayonnements alpha, qui reconnaît que « des doses extrêmement élevées de radiation peuvent être transférées dans les quelques cellules immédiatement adjacentes à la source de radiation alpha ». Il semblerait que l'impact sur la santé des émetteurs alpha ait été considérablement sous-estimé. Une étude publiée dans le journal scientifique Conflict and Health a montré que l'on retrouvait fréquemment de l'uranium dans les cheveux des parents d'enfants malformés à Falloujah,, qui se conclut en disant que la contamination à l'uranium peut induire des lésions cancéreuses.

### Utilisation dans l'industrie aéronautique
Depuis les années 1960, l'uranium appauvri est utilisé en raison de sa densité, comme contrepoids sur la queue, les gouvernes et les ailerons des avions civils. Lorsqu'il est intact, sa radioactivité α et β ne se propageant qu'à peu de distance, il n'est pas considéré comme dangereux. Par contre, lorsqu'il est inhalé sous forme de poussières ou d'aérosol lors d'un incendie ou d'un accident, les survivants, les équipes de secours et les voisins peuvent être contaminés. 
C'est arrivé en Europe en 1992 lors de la catastrophe aérienne de Bijlmer dans la banlieue d'Amsterdam : un Boeing 747 d'El Al s'est écrasé sur un immeuble, causant 47 décès et un incendie. Comme l'avion contenait, non seulement de l'uranium appauvri, mais aussi des produits chimiques, dont un précurseur du gaz sarin, c'est un cocktail radiotoxique qui s'est vaporisé. Plusieurs milliers de personnes ont souffert de maladies chroniques, qui ont été reconnues comme étant en lien avec les émanations.

## Effets sur la santé/toxicité

### Toxicité radiologique
La radiotoxicité de l'uranium appauvri dépend très fortement de sa filière d'origine. L'uranium appauvri provenant de l'enrichissement de l'uranium naturel est le moins radiotoxique, au point qu'il peut être lui-même utilisé comme protection radiologique. L'uranium de retraitement est au contraire plus fortement irradiant, à cause de la présence des isotopes U-234 et U-236.
Le document OTAN AASTP-1 du 25 août 1992 note que « l'inhalation de formes d'uranium insolubles dans les liquides organiques peut créer un état [de matière] où l'effet radiologique l'emporte sur l'effet de toxicité chimique ». Or, pour les oxydes métalliques d'uranium, c'est plutôt la forme insoluble qui prévaut. Et l'uranium est un métal lourd qui persiste pendant longtemps dans les organes du corps, et peut voyager jusqu'aux os ou au cerveau. Il peut même circuler en empruntant les nerfs... Il peut rester dans le corps plusieurs années et a donc le temps d'infliger de hautes doses de rayonnements.[réf. à confirmer]